# 146년

## 연호
- 후한(後漢) 본초(本初) 원년

## 기년
- 후한(後漢) 질제(質帝) 2년 / 후한(後漢) 환제(桓帝) 원년
- 신라(新羅) 일성 이사금(逸聖泥師今) 13년
- 고구려(高句麗) 태조대왕(太祖大王) 94년 / 차대왕(次大王) 원년
- 백제(百濟) 개루왕(蓋婁王) 19년

## 사건
- 고구려(高句麗) 태조대왕(太祖大王)이 왕위를 사양하여 후궁으로 물러나 앉다. 그의 동생 수성, 76세의 나이로 왕의 자리에 오름.

## 탄생
- 로마 황제 셉티미우스 세베루스